# Piotr Bukowski
Piotr Bukowski, auch Peter Bukowski (* 10. März 1963 in Gorzów Wielkopolski, Polen) ist ein ehemaliger deutscher Wasserballspieler.
Er spielte in der deutschen Nationalmannschaft und nahm 1992 und 1996 an den Olympischen Spielen teil. Für die Wasserfreunde Spandau 04 spielte er, mit einem Jahr Unterbrechung, von 1985 bis 1999 aktiv Wasserball. Nach seiner aktiven Karriere engagiert er sich als Nachwuchstrainer bei Spandau 04, 2008 trainierte er die Wasserball-B-Jugend. Zudem saß er bereits Ersatzweise für den gesperrten Trainer auf der Trainerbank der ersten Mannschaft.
Sein Sohn Erik Bukowski spielt ebenfalls für Spandau 04.